# Стокхэм, Бенджамин
Бенджамин Джеймс Стокхэм (англ. Benjamin James Stockham; род. 8 июля 2000 года, Ла-Меса, Калифорния, США) — американский актёр.

## Биография
Родился в Ла-Месе, Калифорния и вырос в соседнем городе Санти. Начал актёрскую карьеру в 2008 году. Участвовал в различных телешоу, неоднократно появлялся в программах и телесериалах канала NBC. В 2014 году принял участие в социальной рекламе, направленной против агрессии.

## Фильмография
| Год       |     | Русское название                    | Оригинальное название | Роль                    |
| --------- | --- | ----------------------------------- | --------------------- | ----------------------- |
| 2008      | ф   | Карантин                            | Quarantine            | заражённый ребёнок      |
| 2009      | с   | Мыслить как преступник              | Criminal Minds        | Колл в детстве          |
| 2010      | с   | Сынки Тусона                        | Sons of Tucson        | Робби Гандерсон         |
| 2010      | с   | C.S.I.: Место преступления Нью-Йорк | CSI: NY               | Том Рейнольдс в детстве |
| 2011      | с   | Риццоли и Айлс                      | Rizzoli & Isles       | Эйдан Данбар            |
| 2012—2013 | с   | Пенсильвания-авеню, 1600            | 1600 Penn             | Ксандер Гилкрист        |
| 2013      | тф  | Второй шанс                         | Second Chances        | Люк Маклин              |
| 2013      | с   | Однажды в сказке                    | Once Upon a Time      | Оуэн Флинн              |
| 2013      | ф   | Расшифровка Энни Паркер             | Decoding Annie Parker | Уильям в детстве        |
| 2013      | ф   | Подарок Санта Клаусу                | A Country Christmas   | Зак Логан               |
| 2014      | ф   | Пересмешник                         | Mockingbird           | друг Джейкоба           |
| 2014—2015 | с   | Мой мальчик                         | About a Boy           | Маркус Бова             |
| 2016      | ф   | Потерянное и найденное              | Lost & Found          | Марк Уолтон             |
| 2016      | ф   | —                                   | Amazing Ape           | Альберт                 |
| 2016      | с   | Морская полиция: Спецотдел          | NCIS                  | Генри Маршалл           |
| 2017      | тф  | —                                   | The Nerd Posse        | Дарион Декстер          |
| 2017      | с   | Готэм                               | Gotham                | Алекс Уинтроп           |
| 2018      | кор | —                                   | Planeman              | Кертис                  |
| 2018      | кор | —                                   | Quadratic Equations   | студент                 |
| 2018      | тф  | —                                   | Parker Bubblegum      | Оливер                  |
| 2019      | с   | Детство Шелдона                     | Young Sheldon         | Престон                 |
| 2021      | ф   | Фобии                               | Phobias               | Айзек                   |

## Награды и номинации
| Награда       | Год  | Категория                                         | Название работы        | Результат |
| ------------- | ---- | ------------------------------------------------- | ---------------------- | --------- |
| Молодой актёр | 2010 | Лучший приглашённый актёр до 13 лет в телесериале | Мыслить как преступник | Номинация |
| Молодой актёр | 2011 | Лучшая мужская роль в телесериале                 | Сынки Тусона           | Победа    |
| Молодой актёр | 2015 | Лучшая мужская роль в телесериале                 | Мой мальчик            | Победа    |